# Kaiser Knuckle
Kaiser Knuckle (カイザーナックル, Kaizā Nakkuru), que é conhecido fora do Japão como Global Champion, é um jogo eletrônico de luta de 1994 lançado para arcades pela Taito. Kaiser Knuckle foi lançado durante a febre dos jogos eletrônicos de luta da década de 1990, que começou com Street Fighter II da Capcom. Está planejado para ser incluído como parte do mini console Taito Egret II, marcando seu primeiro relançamento fora dos fliperamas.
O jogo tornou-se notório por conta do último chefão do game. O personagem, que se chama "General", é considerado o chefe mais apelão e difícil de todos os jogos eletrônicos de luta.

## Jogabilidade
Kaiser Knuckle segue as convenções de jogos de luta estabelecidas por Street Fighter II , em que o personagem do jogador luta contra oponentes em um formato de rodada de melhor de dois de três, em um modo de torneio para um jogador, seja com o computador ou contra outro humano. jogador no modo versus. O jogador tem uma lista de personagens de nove lutadores inicialmente selecionáveis para escolher e três chefes controlados por computador não jogáveis, cada um com seu próprio estilo de luta e técnicas especiais. O layout de controle é definido para o padrão de seis botões (como acontece com a maioria dos jogos de luta da Capcom), mas pode ser alterado para um layout de cinco botões por meio de configurações de mergulho.
Outra característica única é que ele introduziu as zonas de potência, que podem ser utilizadas através de um golpe bem-sucedido de um movimento especial quando o “Crush Meter” de um jogador está cheio. As zonas de poder (fogo ou elétricas) também podem afetar um determinado movimento especial que um personagem possui. Os planos de fundo podem ser destrutíveis quando os jogadores são atingidos para carregar, e quando esses medidores estão cheios, o próximo movimento especial que um jogador conecta com um oponente destruirá as propriedades do plano de fundo à vontade (outras partes dos estágios, como pisos e paredes também são destrutível).

## Personagens
Existem nove personagens jogáveis e três chefes não jogáveis.
- Kazuya (和也（かずや）) – O principal protagonista do jogo, que é um karateca japonês. Kazuya busca vencer o torneio para não apenas ganhar o prêmio em dinheiro, mas também para impressionar algumas mulheres. (dublador: Kazuki Yao[5] )
- Lihua (梨花（リーファ）) - Uma espadachim de Taiwan . Lihua busca vencer o torneio na esperança de localizar sua mãe e seu pai desaparecidos. (dublador: Saeko Shimazu[5] )
- Barts (バーツ) - Um lutador de artes marciais mistas e motociclista dos EUA. Barts está determinado a ganhar o prêmio em dinheiro do torneio para poder ajudar a financiar uma operação médica para sua namorada Sarah, que se feriu em um acidente de moto no passado. (dublador: Ryōtarō Okiayu[5] )
- Wulong (武龍（ウーロン）) - Um artista marcial e detetive chinês, ele tem marcas de arranhões pretos nas bochechas. Wulong entra no torneio para tentar ganhar o prêmio em dinheiro e usá-lo para pagar uma dívida com um grupo criminoso chinês que ele conhece muito bem. (dublador: Yasushi Horibata[5] )
- Liza (ライザ) - Uma amazona e uma garota da selva do Brasil, acompanhadas de um macaco e uma cacatua verde. Liza vai ao torneio na esperança de ganhar o prêmio em dinheiro para poder comprar uma nova fantasia exótica para o Carnaval carioca.[6] (dubladora: Aya Hisakawa[5] )
- Boggy (ボギー) – Um breakdancer afro-americano dos EUA. Boggy está determinado a vencer o torneio para poder avançar em sua carreira de dançarino. (dublador: Andrew Holms[5] )
- Gekkou (月光（げっこう）) – Um ninja do Japão . Gekkou busca vencer o torneio para poder obter de seu mestre os segredos de seu estilo ninjutsu. (dublador: Hideo Ishikawa[5] )
- Jim McCoy (J・マッコイ) – Um boxeador dos EUA. McCoy busca vencer o torneio para poder usar o prêmio em dinheiro para ajudá-lo a ganhar uma chance pelo título contra o atual campeão dos pesos pesados do boxe. (dublador: Kazunari Tanaka[5] )
- Marco (マルコ) - Um humano mutante da Alemanha , seu rosto está envolto em bandagens de forma que apenas seu globo ocular fica visível, suas roupas inclusive seus sapatos estão esfarrapadas e desgastadas. Marco vai para o torneio na esperança de ganhar o prêmio em dinheiro para poder ajudar a financiar uma pesquisa científica que possa permitir-lhe se tornar um ser humano normal. (dublador: Hisayoshi Ogura[5] )

Chefões
- Gonzales (ゴンザレス) - Um judoca da Rússia , muitas vezes é visto vestindo um traje de caratê e um boné de pele de guaxinim . Gonzales participa do torneio para tentar localizar sua noiva desaparecida, Tanya, que foi separada dele após uma guerra civil em sua cidade natal. (dublador: Hisao Egawa[5] )
- Azteca (アステカ) – Um guerreiro asteca do México . Azteca participa do torneio para tentar recuperar as memórias perdidas. (dublador: Ryu Kuzu[5] )
- General (ジェネラル) – O principal antagonista e chefe final do jogo, que é o comandante de uma estação espacial em órbita. General é o patrocinador do torneio "The Kaiser Knuckle", mas suas razões para realizar a competição em primeiro lugar estão envoltas em mistério. (dublador: Steve Yamashita[5] )

Outro
- Locutor (dublador: Randy Sexton[5] )

## Recepção
A revista Game Machine listou Kaiser Knuckle em sua edição de 15 de outubro de 1994 na 12ª posição entre os jogos de fliperama de maior sucesso do mês.